# 王師会
王師会（おうしかい）とは、日本海軍の青年将校で構成された日本海軍初の革命行動組織である。組織活動はほとんど行っていないが、指導者の藤井斉を中心に同志的結合を保ち、会員9名が五・一五事件を起こした。

## 誕生から拡大
藤井斉を中心として、1928年（昭和3年）3月に結成された。
藤井は前年に西田税を中心として陸軍関係者が組織した国家改造を目的とする秘密結社「天剣党」の結成に参加したただ一人の海軍軍人であった。
藤井は陸軍とは独立した海軍側同志の組織化を図り、10名前後の同志で王師会を発足させた。会員はほとんどが海兵50期代の将校である。彼らは日露戦争後に誕生した世代で、当時の最難関校のひとつである海軍兵学校でエリート教育を受けた。
しかし卒業後の社会はワシントン海軍軍縮条約によりもたらされた建艦休暇期（ネイバルホリデー）の時期で、軍人は無用の長物視された。彼らは財閥や政治家は己の利益のみを追及し、政争に明け暮れ、疲弊した農村や国防を顧みないとして国家の改革を考えるに至ったが、その背景にはエリート意識と実社会からの評価のギャップもあったとされる。
こうした中で北一輝の著した『日本改造法案大綱』は青年将校に大きな影響を与え天剣党、王師会の結成にいたる。
社会主義への反感、1929年（昭和4年）の世界恐慌による社会の混乱、1930年（昭和5年）のロンドン海軍軍縮条約の批准は同調者を広げ、会員は40名以上に達した。
なお、五・一五事件時の人事局第一課長であった清水光美によれば、事件に関係した海軍軍人は約150名である。

## 活動
天剣党は綱領で『日本改造法案大綱』を聖典視したが、王師会の綱領は言及していない。秦郁彦は藤井は意識的に独自の革命理論を持とうとしていたともいえると指摘している。綱領では以下の内容が定められている。
国家の目的
天皇は天命により授けられた神聖国家の実を挙げる。
軍人の使命
国権を伸張し大陸経営を断行。有色民族を解放し、日本皇帝を奉戴する世界連邦国家建設の完成を目指す。
国家の現状
日本精神の退廃と欧米物質文明への心酔により様々な弊害がもたらされたとして現状を分析。
海軍の現状
武人の気魄に欠け軍隊としての強さが失われつつあるとし、また政治に関わらずとの伝統に隠れ責任逃れをしている。
組織の必要
海軍軍人の覚醒のため、同志の一致団結が必要である。
計画上は会長、会長補佐、中央委員、地方委員、艦隊委員、特別委員を定めることになっていたが、実際には組織的な活動は見られなかった。古賀清志は「竜頭蛇尾に終わった」と証言している。藤井らは大川周明、権藤成卿、井上日召らの影響を受けつつ国家革新の動きを継続。井上との協同決起を図ったが直前で第一次上海事変が生起したため、井上らは単独決起した（血盟団事件）。海軍側は藤井の戦死後に古賀を中心に陸軍士官学校生徒、橘孝三郎の農民グループと協同で決起した（五・一五事件）。王師会会員の主張は軍縮条約をめぐって分裂した海軍において艦隊派に近いものであったが、艦隊派の中心的人物との関係は五・一五事件前はさほど強いものではなく、艦隊派は同事件後に英雄視されるようになった実行犯を含む同調者を引き込んでいった。

## 主な会員
- 藤井斉（海兵53期）
- 三上卓（海兵54期）
- 古賀清志（海兵56期）

- 塚野道雄（海兵47期）
- 黒岩勇（海兵54期）
- 山岸宏（海兵56期）
- 林正義（海兵56期）
- 村山格之（海兵57期）
- 伊東亀城（海兵57期）
- 大庭春雄（海兵57期）

上記の10名のうち藤井と林は結成時のメンバーである。藤井を除く9名が五・一五事件に連座し有罪となった。他に事件関係者として13名の王師会会員がいる。

## 五・一五事件同調者

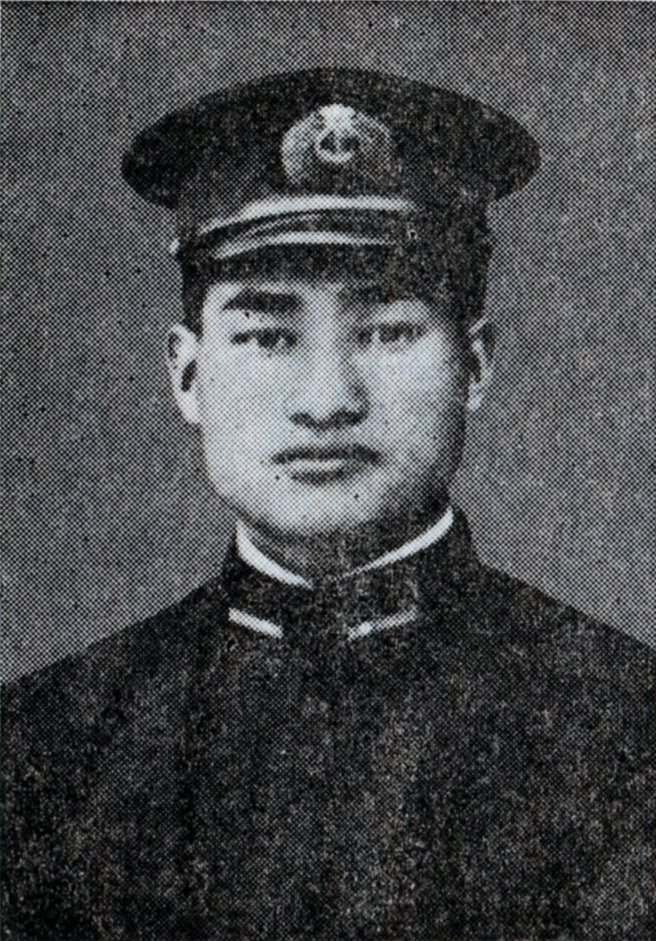
岡村徳長（海兵45期）
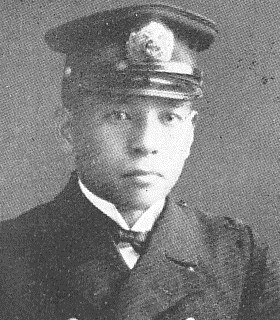
小園安名（海兵51期）
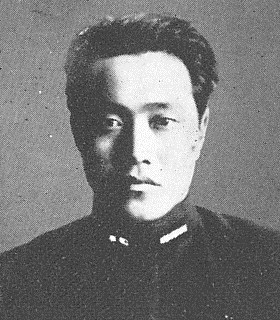
和田鉄次郎（海兵51期）
- 源田實（海兵52期）
- 朝田肆六（海兵54期）
- 土肥一夫（海兵54期）
- 浅水鉄男（海兵56期）
- 板谷茂（海兵57期）など[2]

## 注
1. ↑  例えば海兵58期は130余名の同期生（卒業は113名）中60名以上が中学の首席（奥宮正武『さらば海軍航空隊』p.44 ISBN 4257170182）であり、また海兵に合格するためには、体格や視力の検査に合格する必要があった。なお藤井の海兵53期は募集人員が50名である。